# Sarah Mahita
Sarah Mahita (* 2. Oktober 1997 in Filderstadt als Sarah Mahita Giese) ist eine deutsche Schauspielerin.

## Leben
Sarah Mahita Giese war von 2005 bis 2008 Mitglied am Kinder- und Jugendtheater Junges Ensemble Stuttgart (JES), wo sie unter anderem in den Produktionen Wir sind Kunst, Wo bist du Zuhause und Mein unmögliches Leben auf der Bühne stand.
Von 2014 bis 2019 war sie in der ZDF-Fernsehserie Dr. Klein mit Christine Urspruch in der Titelrolle als deren Filmtochter Pam zu sehen. Ihr Kinodebüt gab sie 2016 in der Filmkomödie Verrückt nach Fixi, in der sie die Rolle der Neele verkörperte. In der ARD-Fernsehserie Die Eifelpraxis mit Rebecca Immanuel und Simon Schwarz verkörperte sie ab 2016 die Rolle der Charly Ortmann, Tochter des Schulrektors Leon Ortmann, dargestellt von Janek Rieke. Episodenrollen hatte sie unter anderem 2015 in der ZDF-Serie SOKO Stuttgart in der Folge Lügen sowie 2016 in der ARD-Serie In aller Freundschaft – Die jungen Ärzte in der Folge Abschiede.
2018 hatte sie in der Serie Technically Single eine Hauptrolle als Jäckie von Wertheim. Im Spielfilm Bonnie & Bonnie (2019) von Ali Hakim war sie an der Seite von Emma Drogunova als Yara in einer weiteren Hauptrolle als Kiki zu sehen. Für ihre Darstellung der Rebekka im Drama Albträumer wurde sie 2020 neben Béla Gabor Lenz im Rahmen des Braunschweig International Film Festivals für den Braunschweiger Filmpreis nominiert.
Im Fernsehfilm Laim und die schlafenden Hunde (2023) aus der ZDF-Reihe Laim mit Max Simonischek hatte sie eine Episodenhauptrolle als minderjährige Ausreißerin Karl. In der im Januar  2024 von ARTE und ARD ausgestrahlten Mini-Serie Haus aus Glas übernahm sie eine der Hauptrollen, indem sie an der Seite von Stefanie Reinsperger, Morgane Ferru und Merlin Rose deren Filmschwester Emily Schwarz spielte. In der im Februar 2024 erstmals ausgestrahlten achten Folge Über den Schatten der  17. Staffel der Serie Der Bergdoktor hatte sie als Karla Jenner eine Episodenhauptrolle. In dem im Oktober 2024 veröffentlichten Kinofilm Alter weißer Mann von Simon Verhoeven mit Jan Josef Liefers in der Titelrolle war sie als dessen Filmtochter Mavie zu sehen. In dem am 3. Februar 2025 erstmals ausgestrahlten ZDF-Fernsehfilm Die Jägerin – Gegen die Wut mit Nadja Uhl verkörperte sie die Rolle der Polizistin Jana Bloch.

## Filmografie (Auswahl)
- 2014: Mund zu Mund (Kurzfilm)
- 2014–2019: Dr. Klein (Fernsehserie)
- 2015: Die Schwefelhölzchen (Kurzfilm)
- 2015: Über den Tag hinaus
- 2015: SOKO Stuttgart (Fernsehserie, Folgen Lügen)
- 2016: Verrückt nach Fixi
- 2016: In aller Freundschaft – Die jungen Ärzte (Fernsehserie, Folge Abschiede)
- 2016–2019: Die Eifelpraxis (Fernsehserie)
- 2017: Atempause
- 2017: Joy (Kurzfilm)
- 2018: Technically Single (Fernsehserie)
- 2019: Crossing Borders (Kurzfilm)
- 2019: A Gschicht über d’Lieb
- 2019: Bonnie & Bonnie
- 2019: Morden im Norden (Fernsehserie, Folge Die verlorene Tochter)
- 2019: Wir sind die Welle (Fernsehserie)
- 2019: SOKO Köln (Fernsehserie, Folge Todesstoß)
- 2020: Großstadtrevier (Fernsehserie, Folge Die Frau auf der Insel)
- 2020: Albträumer
- 2021: WaPo Bodensee (Fernsehserie, Folge Hasardeure)
- 2021: Beckenrand Sheriff
- 2021: Die Chefin (Fernsehserie, Folge Deadline)
- 2022: Blutige Anfänger (Fernsehserie, Folge Weggeworfen)
- 2023: Laim – Laim und die schlafenden Hunde (Fernsehreihe)
- 2024: SOKO Stuttgart (Fernsehserie, Folge Aufgetischt)
- 2024: Haus aus Glas (Fernsehserie)
- 2024: Der Bergdoktor (Fernsehserie, Folge Über den Schatten)
- 2024: Ein Fall für zwei (Fernsehserie, Folge Spurlos verschwunden)
- 2024: Alter weißer Mann
- 2025: Ein Sommer in Italien
- 2025: Die Jägerin – Gegen die Wut (Fernsehreihe)
- 2025: Morden im Norden (Fernsehserie, Folge Raues Klima)
- 2025: Zweigstelle

## Auszeichnungen und Nominierungen
- 2020: Braunschweiger Filmpreis – Nominierung für Albträumer[5]